# Wacław Zimpel

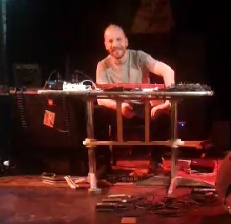

Wacław Zimpel (* 27. Juli 1983 in Posen) ist ein polnischer Jazz- und Improvisationsmusiker (Klarinette, Bassklarinette).

## Leben und Wirken
Zimpel besuchte in Posen die Musikakademie Ignacy Jan Paderewski, wo er Unterricht in klassischer Klarinette bei Zdzisław Nowak hatte. Anschließend studierte er an der Hochschule für Musik und Theater Hannover bei Johannes Peitz und arbeitete ab Mitte der 2000er Jahre u. a. mit Tim Daisy, Klaus Kugel, Hamid Drake, Steve Swell, Dave Rempis, Joe McPhee oder Mark Tokar. Seine Karriere in Polen begann mit dem Trio The Light mit Wojtek Traczyk (Bass) und Robert Rasz (Schlagzeug), mit dem er zwei Alben einspielte. Ab 2010 spielte er mit Ken Vandermark, Keefe Jackson und Mikołaj Trzaska. Er ist bzw. war Leader der Bands Hera, die u. a. ein Live-Album mit Hamid Drake aufnahm, Undivided (mit Bobby Few und Perry Robinson), des polnisch-deutschen Wacław Zimpel Quartet (mit Krzysztof Dys, Christian Ramond und Klaus Kugel), des neunköpfigen ToTu Orchestra sowie des Trios LAM; außerdem arbeitete er mit dem Perkussionsensemble Saagara, dem Ken Vandermark Resonance Ensemble (Double Arc, 2015) und dem Klarinett-Quartet Ircha von Mikołaj Trzaska. Im Bereich des Jazz war er zwischen 2008 und 2013 an neun Aufnahmesessions beteiligt. 2016 erschien Zimpels erstes Solo-Album, Lines.
Er wurde mit dem Paszport Polityki in der Kategorie „Populäre Musik“ für das Jahr 2016 ausgezeichnet. Er schrieb die Musik zu dem 2017 beim Polnischen Filmfestival ausgezeichneten Film Cicha noc von Piotr Domalewski.

## Diskographische Hinweise
- Zimpel/Traczyk/Rasz Trio: The Light (2008)
- Perry Robinson/Michael Zerang/Raphael Rogiński/Wacław Zimpel: Yemen: Music of the Yemenite Jews (2012)
- Hera with special guest Hamid Drake: Seven Lines (2013)
- Wacław Zimpel Quartet: Stone Fog (2013)
- Wacław Zimpel To Tu Orchestra: Nature Moves (2014)
- Peter A. Schmid: Chicago Conversations (2015)
- Switchback: Switchback (2015) (mit Mars Williams, Hilliard Greene und Klaus Kugel)
- Ziporyn/Zimpel/Zemler/Riley: Green Light (2015)
- Lines (2016)
- LAM LAM (2016) (mit Hubert Zemler, Krzysztof Dys, mooryc)
- Ebbing in the Tide (2020)
- Cut the Sky: Esz Kodesz (2023) (mit Alex Roth, Hubert Zemler)